# British Movement

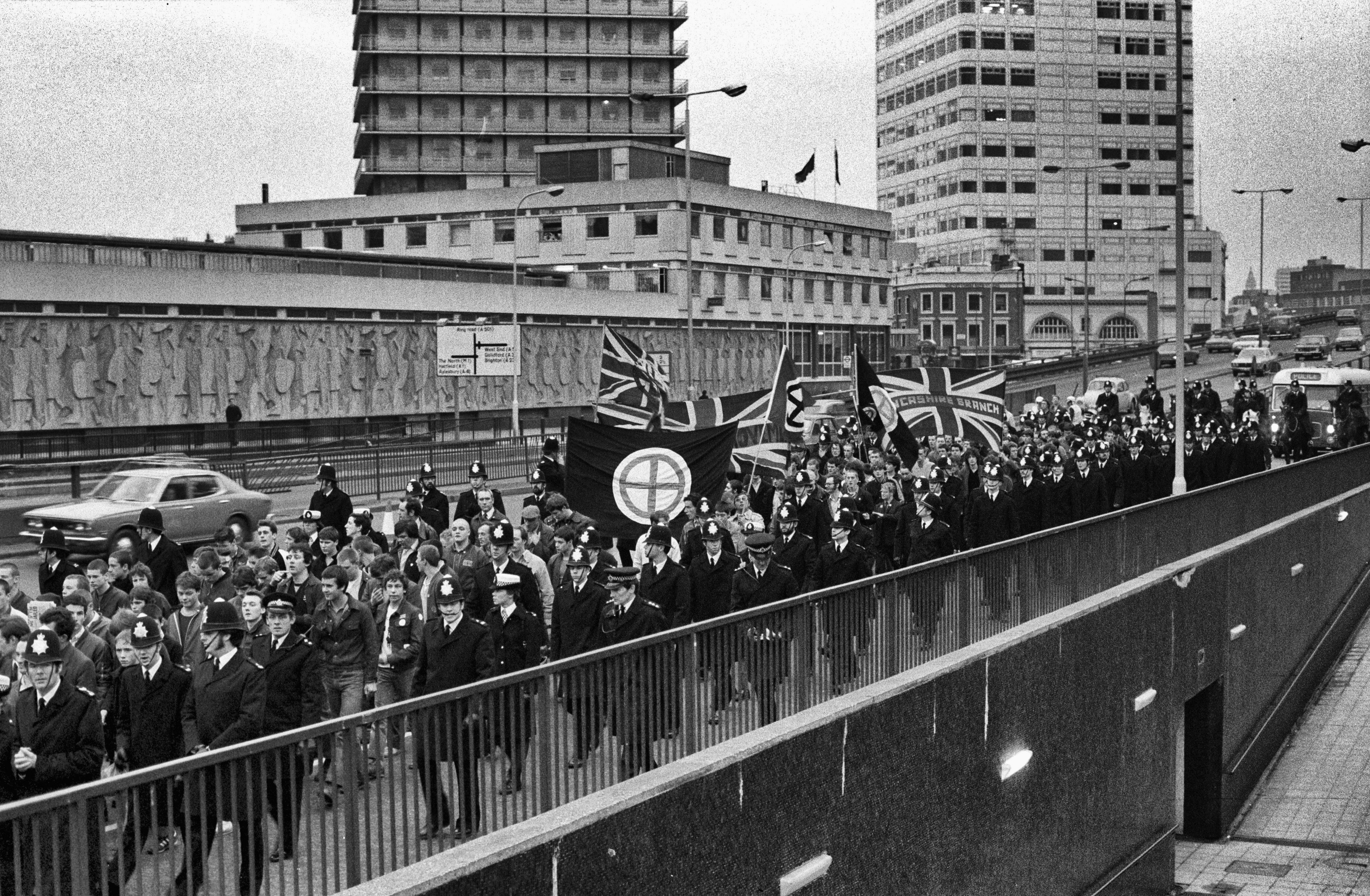
British Movement London March (circa 1979)

The British Movement (BM), später British National Socialist Movement (BNSM), war eine britische neonazistische Partei, die 1968 von Colin Jordan gegründet wurde. Sie ging aus dem National Socialist Movement von 1962 hervor.

## Geschichte
Das British Movement trat offen als Neonazi-Partei auf. Die Mitglieder trugen zum Teil Nazisymbole, Parteibücher und Werbezettel wurden mit Bildern von Adolf Hitler geschmückt. Die Partei gab Broschüren wie British Patriot und British Tidings heraus. Eines der Führungsmitglieder in den frühen Jahren war Robert Relf, der 1976 sein Haus mit der Werbung “For Sale – to an English family only” („Zu verkaufen – nur an eine englische Familie“) anpries. Zur Partei gehörten einige gewalttätige Führungspersonen, die ermutigt wurden, in militärische Vereinigungen wie die British Army einzutreten. Zudem hatte die Partei eine Frauen- und eine Jugendorganisation.
Das British Movement nahm an den Wahlen 1970 und 1974 im Vereinigten Königreich teil, hatte jedoch auf Grund ihrer deutlichen neonazistischen Anteile wenig Erfolg. Außerdem wählten die rechten Wähler mehrheitlich die National Front (NF). Das höchste Ergebnis war 2,5 %, das die Partei 1970 in Aston (Birmingham) erreichte.
Nachdem Jordan die Partei 1975 verlassen hatte, wurde Michael McLaughlin, ein ehemaliger Milchmann aus Liverpool, Vorsitzender der Partei. Durch Auflösungserscheinungen in der National Front wuchs die Partei in den späten 1970er und frühen 1980er Jahren auf 4.000 Mitglieder und 25 Ortsverbände an. Die BM war vor allem unter gewalttätigen Jugendlichen und rechten Skinheads beliebt, die vorher die National Front unterstützt hatten. Insbesondere unter gewalttätigen Fußballfans und auf Konzerten wurden Jugendliche angeworben und auch zu gewalttätigem Verhalten angestiftet. Nicky Crane, einer der bekanntesten rechten Skinheads, wurde Mitglied des BM und verwaltete den Ortsverband von Kent. Mit ihren neuen Mitgliedern orientierte sich das British Movement weniger an den politischen Gegebenheiten, sondern konzentrierte sich mehr auf das Abhalten von Protestmärschen und gewalttätigen Aktionen.

## Auflösung
1980 stieß Ray Hill, der bereits früher der Partei angehört hatte, bevor er für einige Jahre nach Südafrika emigrierte, wieder zum British Movement. Hill wurde später als Maulwurf des antifaschistischen Searchlight Magazine enttarnt. Kurz nachdem er sich wieder der Partei angeschlossen hatte, kritisierte er McLaughlins diktatorischen Führungsstil und beschuldigte ihn, Gelder veruntreut zu haben. Hill, der unter britischen Nazi-Skinheads sehr populär war, da er an einigen gewalttätigen Aktionen teilnahm, wurde 1982 aus der Partei ausgeschlossen und verklagte McLaughlin. Er wurde dabei von Anthony Reed Herbert unterstützt. McLaughlin musste Parteigelder benutzen, um den Prozess zu finanzieren, und manövrierte das British Movement in eine schwierige finanzielle Lage.
Etwa die Hälfte der Mitglieder stiegen in der Folgezeit aus und traten 1982 zur neugegründeten British National Party über. Das BM konnte an der 1983er Wahl nicht teilnehmen, aber ein einzelner Kandidat verblieb in Peterborough, da er als Kandidat für die Labour Party antreten durfte. Er wurde allerdings später ausgeschlossen, da verschiedene Unterschriftsfälschungen auf seinen Nominierungspapieren entdeckt wurden. Die Partei konnte sich aus ihren finanziellen Schwierigkeiten nicht mehr befreien und wurde im September 1983 von McLaughlin aufgelöst.

## Neugründung
Kurz darauf begann sich eine neue Organisation zu bilden, die sich ebenfalls British Movement nannte. 1985 benannte sie sich in British National Socialist Movement um. Diese neue Gruppe soll von den früheren, langjährigen Mitgliedern Steve Frost, Danny Tolan, Micky Lane und Benny Bullman geleitet werden. Sie versuchte vor allem rechte Skinheads anzuwerben, allerdings schaffte dies später vor allem Blood and Honour. 1990 gewann die Gruppierung durch No Remorse-Sänger Paul Burnley Einfluss in der britischen Rechtsrock-Szene, bis diese Rolle Mitte der 1990er Jahre von Combat 18 ausgefüllt wurde. Obwohl das British Movement immer noch existiert, ist es heute nur noch eine kleine Splittergruppe ohne größere aktive Anhängerschaft.